# Betty Robinson
Elizabeth "Betty" Robinson (23 de agosto de 1911 — Denver, 18 de maio de 1999) foi uma atleta norte-americana, primeira vencedora dos 100 metros rasos feminino em Jogos Olímpicos.
Robinson correu sua primeira prova de 100 metros aos 16 anos de idade, pouco antes do início dos Jogos de Amsterdã, em Riverdale, no estado de Illinois, Estados Unidos. Em 2 de junho de 1928 bateu o recorde mundial que pertencia à alemã Gertrud Gladitsch, mas seu tempo não foi reconhecido oficialmente.
Nos Jogos Olímpicos de 1928, em Amsterdã, competiu pela quarta vez na vida em uma prova de 100 metros rasos e alcançou a final, vencendo a prova - após longo tempo de consideração entre os juízes, pois cruzou  a linha exatamente junto com a canadense Fanny Rosenfeld - e igualando o recorde mundial. Com a equipe de revezamento 4X100 m dos Estados Unidos, Robinson conquistou a medalha de prata.
Em 1931, ela envolveu-se em um acidente de avião, que provocou sérias lesões e a impediu de competir nos Jogos de Los Angeles 1932 que seriam realizados em seu país. Deste acidente ela saiu de um coma de dois meses com sequelas cerebrais, uma perna quebrada, o quadril quebrado e dois meses até poder voltar a andar. Os médicos asseguraram que  ela jamais poderia voltar a competir por causa do joelho quebrado.
Após um longo processo de recuperação, Robinson pode competir em Berlim 1936, como parte da equipe de revezamento 4x100 metros. Devido a impossibilidade de dobrar os joelhos, em consequência do acidente, não pode participar da prova dos 100 metros. Na final do revezamento, a equipe estadunidense venceu a prova à frente de canadenses e britânicas.
Retirou-se definitivamente do atletismo após os Jogos de Berlim e casou-se com Richard Schwartz em 1939. Em 1977 foi incluída no Hall da Fama do Atletismo dos Estados Unidos.
Robinson morreu em 1999 aos 87 anos após sofrer de câncer e do mal de Alzheimer.
Ela foi recordista mundial dos 100 metros rasos entre 1928 e 1932.